# Francesc Armengol Tolsà i Badia
Francesc Armengol Tolsà i Badia   (Canals, 1958) és un artista i ninotaire que signa amb el pseudònim d'«Ermengol». És conegut especialment per la seva dilatada carrera com a col·laborador diari en la premsa lleidatana. Caracteritzat per un estil propi de dibuix i un humor intel·ligent, d'una irònica i aguda crítica social i política. A més, ha editat diverses monografies i ha il·lustrat una vintena de llibres.
| «          | Els humoristes gràfics som la mosca collonera de la informació! | » |
| — Ermengol |                                                                 |   |

## Trajectòria
Nascut a la ciutat argentina de Canals, a la província de Córdoba, viu a Lleida des de 1985. Va començar a publicar a la mítica revista Hortensia als 18 anys però ja de jove es va traslladar als Països Catalans, terra dels seus pares, dels seus avis i, ara, dels seus fills.
Ha treballat en diverses publicacions: El Jueves, Playboy, Segre i Diari d'Andorra (1995-2010). Ha estat director de la revista satírica La Quera i promotor de l'associació Humoràlia que organitza el concurs homònim d'humor gràfic sobre drets humans. El 1993 va guanyar el Premi Mingote. Actualment publica els seus acudits al diari La Mañana, Núvol i Els matins de TV3.
Paral·lelament, ha desenvolupat diversos projectes artístics com a il·lustrador, escultor i poeta visual. Ha protagonitzat nombroses exposicions individuals i col·lectives a Europa i a l'Amèrica Llatina, i ha estat un destacat dinamitzador cultural i associatiu de la ciutat com la presidència del Centre Llatinoamericà de Lleida, des d'on va ajudar a promoure la Mostra de Cinema Llatinoamericà de Catalunya.
L'any 2019, Ermengol donà la seva obra a l'Ajuntament de Lleida: més de 20.000 dibuixos originals, gairebé la totalitat de la seva producció com a humorista gràfic en la premsa escrita, així com exemplars de tots els seus llibres publicats. Aquesta crònica històrica del que ha succeït a Lleida i al món els darrers 35 anys des de l'esmolat punt de vista de l'autor és custodiat per l'Arxiu Municipal de Lleida, mentre que una selecció representativa de les seves obres forma part de la col·lecció del Museu d'Art Jaume Morera.

## ViccionariEnllaços externs
- Conversa dibuixada "Ermengol vs Matias" (Museu d'Art Jaume Morera, 2020)